# Allium nebrodense
Allium nebrodense (лат.) — вид однодольных растений рода Лук (Allium) семейства Амариллисовые (Amaryllidaceae). Растение впервые описано в 1827 году итальянским ботаником Джованни Гуссоне.

## Распространение, описание
Эндемик острова Сицилия (Италия). Распространён в горах Мадоние, на сухих каменистых склонах и известняковых участках на высоте 1600—1900 метров.
Луковичный геофит. Высота стебля — 12—25 см. Соцветие — зонтик. Чашелистики жёлто-коричневые, с красноватым оттенком.

## Синонимика
Синонимичное название — Allium flavum nebrodense (Guss.) Nyman.